# Arthur, vojvoda od Connaughta i Strathearna
Princ Arthur, vojvoda od Connaughta i Strathearna (Arthur William Patrick Albert; London, 1. svibnja 1850. – Surrey, 16. siječnja 1942.), bio je sedmo dijete i treći sin britanske kraljice Viktorije i princa Alberta od Saxe-Coburg-Gothe. Bio je deseti generalni guverner Kanade od osnutka Kanadske konfederacije te jedini britanski princ koji je obnašao tu dužnost.
Obrazovao se uz privatne učitelje, a sa 16 godina upisao je Kraljevsku vojnu akademiju u Woolwichu. Po završetku školovanja postao je poručnik u britanskoj vojsci, u kojoj je služio oko 40 godina, sudjelujući u vojnim misijama diljem Britanskog Carstva. Tijekom vojne karijere dobio je plemićke titule vojvode od Connaughta i Strathearna te grofa od Sussexa.
Godine 1900. imenovan je vrhovnim zapovjednikom u Irskoj, premda je sam više priželjkivao sudjelovanje u Burskom ratu u Južnoj Africi. Godine 1911. postao je generalni guverner Kanade, naslijedivši Alberta Greya, 4. grofa Greya, na mjestu potkralja. Dužnost je obnašao do 1916., kada ga je naslijedio Victor Cavendish, 9. vojvoda od Devonshirea. Tijekom prvih godina Prvog svjetskog rata djelovao je kao predstavnik kralja i vrhovnog zapovjednika kanadskih oružanih snaga.
Po završetku mandata vratio se u Ujedinjeno Kraljevstvo, gdje je nastavio s kraljevskim i vojnim dužnostima, i u Britaniji i u Irskoj. Iako se povukao iz javnog života 1928., ostao je aktivan u vojnim krugovima sve do početka Drugog svjetskog rata.
Princ Arthur bio je slobodni zidar i izabran je za velikog majstora Ujedinjene velike lože Engleske nakon što je njegov stariji brat morao odstupiti s te dužnosti 1901. godine prilikom stupanja na prijestolje kao kralj Eduard VII. Arthur je potom bio ponovno biran još 37 puta, sve do 1939. godine, kada je imao gotovo 90 godina.
Preminuo je 1942. godine kao posljednji preživjeli sin kraljice Viktorije.